# Orchestina coari
Espèce
Orchestina coari est une espèce d'araignées aranéomorphes de la famille des Oonopidae.

## Distribution
Cette espèce est endémique d'Amazonas au Brésil,. Elle se rencontre vers Coari.

## Description
La femelle holotype mesure 1,49 mm.

## Étymologie
Son nom d'espèce lui a été donné en référence au lieu de sa découverte, Coari.

## Publication originale
- Izquierdo & Ramírez, 2017 : Taxonomic revision of the jumping goblin spiders of the genus Orchestina Simon, 1882, in the Americas (Araneae: Oonopidae). Bulletin of the American Museum of Natural History, no 410, p. 1-362 (texte intégral).